# Apsilochorema gisbum
Apsilochorema gisbum är en nattsländeart som först beskrevs av Mosely in Mosely och Douglas E. Kimmins 1953.  Apsilochorema gisbum ingår i släktet Apsilochorema och familjen Hydrobiosidae. Inga underarter finns listade i Catalogue of Life.